# Oak Ridge (Tennessee)
Oak Ridge é uma cidade localizada no estado norte-americano de Tennessee, no Condado de Anderson e Condado de Roane.

## Demografia
Segundo o censo norte-americano de 2000, a sua população era de 27.387 habitantes.
Em 2006, foi estimada uma população de 27.638, um aumento de 251 (0.9%).

## História
Uma lenda popular afirma que John Hendrix (1865-1915), um homem local amplamente desconhecido, previu a criação da cidade de Oak Ridge cerca de 40 anos antes do início da construção do projeto. Hendrix não teve nenhuma educação formal e foi um simples madeireiro durante grande parte de sua vida. Após a morte de sua filha mais nova, Ethel, para difteria, e a subsequente partida de sua esposa e três filhos restantes, Hendrix começou a ouvir vozes em sua cabeça. Essas vozes o instaram a ficar na floresta e orar por orientação por 40 dias e 40 noites, o que Hendrix passou a fazer. Como a história é contada, após esses 40 dias passados em isolamento, Hendrix começou a ter visões do futuro e procurou espalhar sua mensagem profética para quem quisesse ouvir. De acordo com relatos publicados, uma visão que ele descreveu repetidamente foi uma descrição da cidade e das instalações de produção construídas 28 anos após sua morte, durante a Segunda Guerra Mundial.
Na Década de 1940 a cidade foi usada para o Projeto Manhattan. Em 29 de setembro de 1942, subsecretário de Guerra Robert P. Patterson autorizou o Corpo de Engenheiros a desapropriar 23 mil ha de terra, a um custo de 3,5 milhões de dólares. Uma área adicional de 1,2 mil ha foi posteriormente adquirida. Cerca de mil famílias foram afetadas pela ordem de despejo, que entrou em vigor em 7 de outubro. Os protestos, apelos judiciais e uma investigação do Congresso em 1943 sobre a desapropriação não tiveram êxito. Em meados de novembro, policiais estavam afixando notificações de desocupação nas entradas de fazendas e empreiteiros de construção estavam chegando. Algumas famílias foram notificadas com apenas duas semanas de antecedência para desocupar fazendas que tinham sido seus lares por gerações, outras haviam se estabelecido lá depois de serem despejados para dar lugar ao Parque Nacional das Grandes Montanhas Fumegantes na década de 1920 ou à Barragem Norris na década de 1930. O custo final de aquisição de terras na região, o que não foi concluído até março de 1945, foi de apenas 2,6 milhões de dólares, ou o mesmo que cerca de 110 dólares por hectare. Quando apresentado à proclamação pública Número Dois, que declarou Oak Ridge uma área de exclusão total na qual ninguém poderia entrar sem permissão militar, o governador do Tennessee, Prentice Cooper, rasgou o documento com raiva.
Inicialmente conhecida como a Faixa de Demolição Kingston, o local foi rebatizado oficialmente como Clinton Engineer Works (CEW) no início de 1943. Enquanto a Stone & Webster se concentrou nas instalações de produção, uma comunidade residencial para 13 mil pessoas foi projetada e construída pela empresa de arquitetura e engenharia Skidmore, Owings and Merrill. A comunidade foi localizada nas encostas de Black Oak Ridge, a partir do qual a nova cidade de Oak Ridge tomou o seu nome. A presença do exército em Oak Ridge aumentou em agosto de 1943, quando Nichols substituiu Marshall como chefe do Distrito de Engenharia de Manhattan. Uma de suas primeiras tarefas foi transferir a sede do Distrito para Oak Ridge, embora o nome do Distrito não se tenha alterado. Em setembro de 1943, a administração das instalações da comunidade foi terceirizada para a Turner Construction Company através de uma subsidiária conhecida como Roane-Anderson Company (a partir dos nomes dos condados Anderson e Roane, nos quais Oak Ridge se localizava). A população de Oak Ridge logo se expandiu muito além dos planos iniciais e atingiu um pico de 75 mil em maio de 1945, época em que 82 mil pessoas estavam empregadas no Clinton Engineer Works, e dez mil na Roane-Anderson.
A cidade foi o local onde nasceu a atriz e modelo Megan Fox.

## Geografia
De acordo com o United States Census Bureau tem uma área de
232,9 km², dos quais 221,6 km² cobertos por terra e 11,3 km² cobertos por água.
De acordo com o United States Census Bureau tem uma área de
232,9 km², dos quais 221,6 km² cobertos por terra e 11,3 km² cobertos por água.

## Localidades na vizinhança
O diagrama seguinte representa as localidades num raio de 24 km ao redor de Oak Ridge.